# روبرتا ۳۳۵
سیارک ۳۳۵ (به انگلیسی: 335 Roberta، نامگذاری:1892C) سیصد و سی و پنجمین سیارک کشف شده‌است که در ۱ سپتامبر ۱۸۹۲ و در هایدلبرگ کشف شد.
قدر مطلق سیارک برابر ۸٫۹۶ است.